# Andere Tage
Andere Tage ist der Titel des 1968 veröffentlichten dritten Teils der Eugen-Rapp-Roman-Serie von Hermann Lenz mit autobiographischem Bezug. Erzählt wird vor dem Hintergrund der endenden Weimarer Republik und der beginnenden nationalsozialistischen Herrschaft die politische und berufliche Orientierung des Protagonisten während seiner Gymnasial- und Studienzeit.

## Inhalt

### Überblick
Eugens jüngere Schwester Margret erzählt die Geschichte ihres 1913 geborenen Bruders. In der Phase ihrer, am Königin-Katharina-Stift, und seiner, am Reformrealgymnasium am Stöckach, Gymnasialzeit ist sie meist selbst Augenzeugin des Familienlebens. Sie beschreibt den Alltag in Stuttgart, die jährlichen Sommerferien am Bodensee, die Besuche der Großeltern, ihres früheren Wohnortes Künzelsau und befreundeter Familien, z. B. bei Oberst Ruß im alten Schloss oder in der großbürgerlichen Villa der Fabrikantenfamilie Roth. Die Männer sind, wie der Reserveoffizier-Vater, meist konservativ-patriotisch eingestellte Teilnehmer am Ersten Weltkrieg und skeptisch gegenüber dem demokratischen parlamentarischen System.

### Familiengeschichte
Eugens und Margrets Großeltern entstammen dem Kleinbürgertum: Vater Herrmann ist ca. 1883 als Sohn des Webers und Weißzeughändlers Gottlieb Rapp in Dürrmenz an der Enz geboren, Mutter Irene kommt aus einer musikalischen Stuttgarter Gastwirtsfamilie. Großvater Julius Krumm war Feinmechaniker, Büchsenmacher und Wirt „Zum goldenen Hasen“ in Gablenberg. Hermann und Irene leben bescheiden und haben Aufstiegsambitionen. Er arbeitet als Lehrer und Kunstmaler, später wird er Studienrat in Stuttgart, sie ist Hausfrau und Pianistin. Ihre Kinder sollen diesen Weg fortsetzen, Eugen durch ein Studium, die Violine und Akkordeon spielende Margret durch eine gute Heirat. Die Verbindungen des Vaters können dafür nützlich sein.

### Vater – Sohn
In der Familie Rapp wird in Gegenwart der Jugendlichen, die sich eher für ihre Freundschaften und Kleidung interessieren, kaum über Politik gesprochen, aber die Gegensätze werden deutlich: Eugen ist „Schwarz-Rot-Gold-Demokrat“, dem Vater gefällt „Schwarz-Weiß-Rot“. Hitler wird erwähnt und in Verbindung mit dem „Vaterland“ der „Schandvertrag von Versailles“, die „wachsweiche Demokratie“, die ergebnislos debattierenden Reichstagsabgeordneten, die Unzuverlässigkeit der Sozialdemokraten, die mit den Kommunisten paktieren würden.
Eugen entspricht nicht den Erwartungen des Vaters. Bereits als Kind ist er ein Einzelgänger: still, höflich zurückhaltend und diskutiert nicht gern: „Warum muss man sich alleweil mit jemand streiten, wenn es doch nichts nutzt? […] Immer wieder musst du dich krummlegen, und das Schöne gibt’s nur in der Einbildung, oder wenn du dich erinnerst.“ Im Männerbild der Zeit ist er ein Außenseiter. Die harten Typen sind ihm ekelhaft und er besucht lieber als verträumter ästhetisch rückwärtsgewandter Mörike-Fan in dessen Pfarrort Cleversulzbach die Gräber von Mörikes und Schillers Mutter. Wie sein Idol will er Landpfarrer werden in einer vertrauten Mittelgebirgslandschaft. Die hohen Alpenberge gefallen ihm nicht, denn er mag nichts Geniales, das sei ihm grausig, auch das Protzige lehnt er ab.
Rapp wünscht sich den Sohn als „ganzer Kerle“, der den Körper durch abhärtende Gepäckmärsche und Wehrerziehung bei Jung-Deutschland trainiert. Anschließend soll der Lehrersohn Karriere machen und in der Gesellschaft eine höhere Stufe als der Vater erreichen: „Es muss halt aufwärts gehen!“ Er erhofft sich für ihn eine Führungsposition: Regierungsrat oder Kaufmann. Dafür könnten seine Beziehungen z. B. zum Fabrikanten Dr. Eduard Martz oder innerhalb der NSDAP von Nutzen sein. Aus diesen Gründen ist er unzufrieden mit Eugens mangelndem Ehrgeiz und seiner politischen Einstellung und spottet über den Demokraten-Sohn. Doch Eugen will nur so viel verdienen, wie er zum Leben braucht und „freie Zeit für sich selbst haben, darauf [kommt’s] ihm an.“ Schließlich resigniert der Vater und hofft auf eine Entwicklung: „Den muss man halt lassen“.
Seinen strategischen Parteieintritt hält er vor dem Sohn geheim, auch äußert er sich öffentlich über die Nazi-Propaganda ausweichend: „Ach, halt so a jongs domms G’schrei“. und distanziert sich auch vom Appell, nichts mehr bei den Juden zu kaufen und sie auszugrenzen. Eugen kommentiert den Hinweis seiner Schwester, dass der Vater in die Partei eingetreten ist, „weil er für uns [Schulmeisterkinder] sorgen muss“: „[G]anz schlecht […] dass man im Leben halt mitmachen müsse; lieber würde er bloß nebendraußen stehen und zuschauen. […] auch wenn du nicht dabeisein willst, dazugerechnet wirst du trotzdem. […] wahrscheinlich sollen wir’s auch nicht gemütlich haben. Es sieht so aus, als seien wir nicht dafür da.“

### Margret
Emotional steht Margret zwischen ihrem demokratisch eingestellten Bruder und den Familieninteressen ihres Vaters und versucht die Spannungen auszugleichen. Sie orientiert sich auch an Eugens Meinung über die Menschen und fragt ihn um Rat. Sie ist beeindruckt von ihrer selbstbewussten Freundin Eva Maurer. Deren wohlhabenden Eltern sind Nationalsozialisten, die Tochter dagegen lehnt dies ab und versteht sich mit Juden. Nach Margrets Meinung würde sie gut zu Eugen passen: „[W]arum müsse man arbeiten, es sei haufengenug, dass man überhaupt leben müsse.“.
Während ihr Bruder studiert, wartet Margret traditionell auf einen Ehemann. Sie verlobt sich mit dem Ingenieur Abele, den sie als Bratschisten bei Triospielen in der Wohnung des Obersekretärs vom österreichischen Konsulat Seitz kennengelernt hat und der nach seinem Studium eine Anstellung bei MAN findet. Sie ist unsicher, ob ihr „trockener“ Bräutigam, der als SS-Mitglied ihren Hinterkopf nach arischen Merkmalen untersucht hat, der richtige Mann für sie ist. Sie fragt ihren Bruder um Rat und ist gefühlsmäßig erleichtert, als Abele die Verlobung auflöst. Für ihre Existenzsicherung ist dies allerdings ein Rückschritt und sie nimmt als Überbrückung die Stelle eines Dienstmädchens bei der befreundeten Schriftstellerfamilie Bitter an.

### Theologie- und Kunststudium
Rapp stimmt schließlich dem Wunsch seines Sohnes zu, nach dem Abitur in Tübingen Theologie zu studieren, besteht aber darauf, dass er für die Knüpfung von Kontakten einer Studentenverbindung beitritt. Nach einem ersten Versuch bei der „Normannia“ wechselt er zur „Freilandia“, einer nicht uniformierten (Schwarzen Verbindung), aber auch hier gefallen ihm die Kneipe-Rituale nicht.
Nachdem Eugen die Prüfungen zum Hebraicum und Graecum nicht bestanden hat und das Studium in Tübingen abbricht, stellt sich erneut die Berufsfrage. Der Vater droht mit einer Buchhändlerlehre, ist aber mit einem Kunstgeschichte-Studium in München (1933/1934) und dann in Heidelberg einverstanden: Der Sohn habe mit einer Dissertation die Chance auf eine Beamtenstelle im Kultusministerium oder in einem Museum. Mit dem langen Verlauf ist er allerdings unzufrieden, aber er finanziert weiterhin das Studium. Sein Rückzug aus Parteiaktivitäten beruhigt weiterhin das Vater-Sohn-Verhältnis: „[M]ein Vater lässt doch jeden gelten; sogar seinen missratenen Sohn.“
Nachdem sich seine Hoffnung in Brünings Regierung nicht erfüllt haben, fürchtet Eugen eine zum Krieg führende Herrschaft der Nationalsozialisten. Die Eltern sind durch seine Kritik an Hitlers „grollendem Schreien“ aus dem Radioapparat, „als ob ihm jemand einen Abfalleimer über den Kopf schütte“ und der SA mit ihren „abortartigen Uniformen“ beunruhigt und auch die Mutter ermahnt ihn, an seine Zukunft zu denken, sich Karrieremöglichkeiten nicht zu verschließen und das Kunststudium für eine Anstellung bei einer staatlichen Kulturbehörde zu nutzen. Durch diesen Druck und den seiner Kommilitonen tritt er in München der „Studentenbunds-SA“ bei.
Nach seiner Tuberkel-Erkrankung schreibt ihm der Arzt eine „Beurlaubung vom SA-Dienst“ und im Sommer 1934 tritt er, wie auch sein Freund Wieland, aus dem Studentenbund aus. Einerseits ist er von einer Last befreit, doch Margret hat weiterhin das Gefühl, ihr Bruder sei „letzthin eine zugeschweißte Kapsel“ und verstecke seine Angst.

### Universität als Warteraum
In seiner Unsicherheit über seine berufliche Zukunft, da er sich nicht für eine Karriere im Kultusministerium, sondern zunehmend für die Schriftstellerei interessiert, fasst er auch die Universität als „Warteraum“ auf und „wünsch[t] sich eine Rente auf Lebenszeit“. Dazu kommt seine Angst vor einem kommenden Krieg. Aber auch im privaten Bereich ist er unentschlossen und zögerlich. Obwohl er als zurückhaltender attraktiver junger Mann mit politisch unangepasster Einstellung bei gleichgesinnten Frauen nicht ohne Chancen ist, bemüht er sich nicht um Beziehungen, z. B. zur unkonventionellen Motorradfahrerin July Lion Geldmacher.
Nach seinem Wechsel nach Heidelberg und seinem Kontakt mit dem Schriftsteller Bitter fürchten die Eltern, obwohl sie nicht wissen, dass er Gedichte schreibt, dass er als Dichter „ein Seiltänzer und Lustigmacher“ wird und sich nicht zu einem „angesehenen Mann“ entwickelt.
In Heidelberg findet er einen Kreis Gleichgesinnter, Albert Knaus, Herbert Wieland und einige Professoren. Aber „[m]ühsam musste er nach einem Menschen suchen, der ihm ähnlich war“. Wieland erzählt von seinen Vorlesungen bei Karl Jaspers und empfiehlt ihm, dessen Theorie, nur in „kommunikativem Ineinanderschmelzen“ kläre sich die Existenz, auszuprobieren, aber für Eugen ist „jeder Mensch arg weit weg. Man [kann] doch nur Floskeln austauschen, mehr [gelingt] nicht mehr.“. Zudem muss er, da die Studentenversammlungen und politische Äußerungen zunehmend überwacht werden, vorsichtig sein und hält sich noch mehr mit Kommentaren über die Nationalsozialisten zurück: „Wie das Gras sein, wenn der Wind kommt: […] Er duckte sich wie Gras; wenn der Wind vorbei war, richtete sich das Gras wieder auf: Adieu Wind…ich bin immer noch da; es hat mit gar nichts ausgemacht. […] Hinter deiner Haut liegt ein Bezirk, der dir allein gehört.“
Eugen beobachtet die Menschen, die ihm auffallenden und seinen Blickkontakt suchenden Studentinnen, die große blonde Ursula von Nathusius oder Felicitas von Weber, spricht sie aber nur selten an, spürt, dass sie über seine Schüchternheit lachen, und denkt an Schopenhauers Wort: „Jeder ist letzten Endes allein“. Sein Freund Albert urteilt über seine Unentschlossenheit: „Du spielst nur mit den Menschen.“ Eugen kleidet sich sorgfältig bürgerlich in Abgrenzung zu den Marschstiefeln, wirkt arrogant, sympathisiert mit dem „Kreis um den Dichter Stefan George“, gilt als biedermeierlich rückwärtsgewandt und überlegt, „wem es bis heut gelungen sei, in einer anderen Zeit als der zu leben, in welche er hineingeboren war. Er [findet] so gut wie niemand.“ Er schwärmt für das alte Wien Hugo von Hofmannsthals, liest Schnitzler, besucht häufig mit den Freunden Konzerte im Schlosshof und trifft sich mit ihnen zu einem Glas Wein: „Er sah alles genau […] Und es ereignete sich nichts […] Er wollte doch, dass sich in seinem Bezirk nichts ereigne, weil draußen so viel vorging.“ Er beginnt Gedichte zu schreiben und wird dabei vom Schriftsteller Bitter gefördert.

### Schriftsteller
Mehr Zeit als für sein Studium verbringt Eugen beim Schreiben seines Tagebuchs und einer Erzählung. Entsprechend ist das Ergebnis eines Referats, das in der Kritik seines ihm wohlwollend zugetanen Professors Grauerbach eher ein „stilisiertes Essay, noch jugendlich chaotisch“ als eine wissenschaftliche Untersuchung sei. Eugen denkt, „mit der Wissenschaft wirst du es niemals schaffen. Und mit der Schreiberei? […] du fürchtest dich, denn was soll werden? Das Geräusch der Rose, welche [auseinanderfällt], der vom Wind aufgeblähte Nussbaum, die Lichtveränderungen über alten Dächern [lohnen] das Anschauen, denn alles andere [ist] minderwertig.“ Er führt das Leben eines bürgerlich seriös gekleideten Flaneurs durch Heidelberg und beobachtet im „Café Schafheutle“ die Gäste und durch die Scheiben die Passanten. Der Auftritt von Uniformierten im öffentlichen Stadtbild, die Vorbereitungen für die Reichsfestspiele in Heidelberg, die Nachrichten von ausreisenden Juden, von der deutschen Beteiligung am Bürgerkrieg in Spanien und den Expansionsgelüsten der NS-Regierung verstärken seine Befürchtungen eines nahenden Krieges und seines Einzugs zum Militär: „Es entwickelt sich, und du kannst nichts verhindern…“
Im Sommer verlässt er Heidelberg und reist zur Familie nach Stuttgart. Dort erfährt er vom Tod seiner Dürrmenzer Großmutter und vom Selbstmord von Margrets Freundin Eva Maurer.

## Form
Die Handlung wird im Wesentlichen, von Erinnerungen und Reflexionen unterbrochen, chronologisch entwickelt:
- Gymnasialzeit Stuttgart, Eltern, Großeltern, Bekannte, politische Stimmung
- Theologie-Studium des 18-Jährigen 1931 in Tübingen. Studentenverbindung Freilandia
- Kunstgeschichte-Studium in München (1933/1934).
- 1935 Wechsel zur Uni Heidelberg. Bodensee- und Schweizreise, Gaienhofen (Hermann Hesse)
- 1936 Gedichte, Erzählungen, Tagebuch, Rückkehr zur Familie in Stuttgart

Eugen wird, wie auch die anderen Personen, aus der Perspektive seiner Schwester porträtiert. Sie beschreibt ihre Beobachtungen und gibt Gespräche wieder. Teilweise stellt sie sich, wenn sie nicht präsent ist, das Leben des Bruders in Tübingen, München und Heidelberg mit Hilfe seiner Briefe, Tagebücher und v. a. seinen Erzählungen in den Semesterferien vor und rekonstruiert die Handlung. Gegen Ende des Romans löst sich diese Struktur über die Tagebücher in Eugens Perspektive auf.
Lebensnähe und Authentizität erhält der Roman durch den Lokalkolorit: Die Beschreibung der Szenerie mit den jahreszeitlich wechselnden Stimmungen, Worte und Wendungen der schwäbischen Mundart in Figurenreden, v. a. im familiären Umfeld des Vaters. Dabei wird, als Kompositionsprinzip der autobiographischen Romane von Hermann Lenz, das äußere und innere Leben der Hauptfigur in Impressionen aneinandergefügt.

## Historische Bezüge
- Reichstagswahl vom 14. September 1930. Erfolg der NSDAP
- 30. Mai 1932 Rücktritt Brünings als Reichskanzler
- Dezember 1932 Ablösung Papens als Reichskanzler. 30. Januar 1933 Ernennung Hitlers zum Reichskanzler
- 2. August 1934 Tod Hindenburgs
- 1. Juli 1934 Erschießung Röhms
- 7. März 1936 Besetzung des Rheinlandes
- Juli 1936 Beteiligung Deutschlands am Spanischen Bürgerkrieg
- 12. Juli bis 30. August Reichsfestspiele in Heidelberg

Historische Persönlichkeiten: Philosoph Karl Jaspers, Indologe Heinrich Zimmer, seine Frau Christiane von Hofmannsthal, Choreographin Wera Donalies

## Rezeption
Hermann Lenz erste Gedichte und Erzählungen fanden zuerst wenig Beachtung, aber von Fachleuten wurde sein Talent erkannt. So urteilte Thomas Mann 1953: „Etwas selbständig Neues, abseits von Kafka“ und an anderer Stelle seines Tagebuchs „merkwürdig, originell, anregend“. Der Aufsatz Handkes mit dem Titel Tage wie ausgeblasene Eier. Einladung, Hermann Lenz zu lesen machte in der Literaturszene auf Lenz aufmerksam und lobte den völlig ungekünstelten Erzählton des Autors. Später trat Lenz mit seinen autobiographischen Romanen, deren „epische Energie“ den Leser mitnehme und ihm auch eine Art „poetischen Geschichtsunterricht“ vermittele, für Handke als Epiker „richtig groß“ in Erscheinung.
Inzwischen wird Andere Tage als bedeutender Beitrag zum breiten Spektrum der deutschen Romane über die NS-Zeit gewürdigt. Nach Schwedhelm ergibt sich „aus der Summe des vordergründig Beiläufigen […] das tief Bedrohliche eines langsamen Zerstörungsprozesses. Diese unmerkliche Progression des Schreckens hinter banalen Einzelvorgängen“ habe der Autor „mit sensibler Sprachkunst gegenwärtig gemacht“. Aus der lärmenden Zeit wurde ein stilles Buch. Doch seine Stille sei unheimlich. Ähnlich äußert sich Peter Hamm in seiner Laudatio zur Petrarca-Preis-Verleihung 1987: „Kein anderer deutschsprachiger Autor hat die Nazi-Jahre und alles, was sie ausmachte, so unheimlich präzise und gleichzeitig so eigenwillig erinnert wie Hermann Lenz“. Meiß führt diese Gedanken weiter aus: Im Roman geschehe „nichts wirklich Aufregendes, Spektakuläres […], weder im Verlauf der äußeren noch der inneren Handlung“, aber „die Darstellung des Lebensgefühls, der Beobachtungen und des Verhaltens eines jungen Menschen, der sich schon als Kind in seinem Alltag nirgends dazugehörig fühlt“, berühre den Leser und mache ihn darauf gespannt, „wie dieser Mensch im Leben ‚durchkommt‘ und sich gegen den ‚Zeitgeist‘ behauptet“, ohne zu verzweifeln. Lenz habe diese Jahre nicht als „das Außergewöhnliche“ dargestellt, „sondern begriffen als das Gewöhnliche; diese Jahre waren ja für jene, die damals ihr Leben leben mussten, eben auch beides – und beides unauflöslich ineinander vermengt -: das Gewöhnliche und das Außergewöhnliche, wahr und falsch, gut und böse, Himmel und Hölle.“ In dieser Darstellung, bereits der Gegensätze in der Familie zu Beginn des Romans, erweise sich Lenz als „Meister der Ambivalenz“. Kritik übt Meiß jedoch an der um Distanz bemühten Form der Darstellung. Teilweise wirke die Perspektive der Schwester zu konstruiert, z. B. wenn sie von den Personen und ihren Handlungen an den Universitätsorten erzähle, die sie nicht erlebt habe, sondern entweder aus Briefen des Bruders oder durch seine Berichte in den Semesterferien kenne.
Lützenkirchen bezeichnet in seiner Rezension Lenz als „bedeutende[n] Autor“ – und diese Aussage stehe „in seltsamem Widerspruch zu seiner Bekanntheit“. Er setzt die Haltung des „träumerische[n] Abseits“, das Rapp „vor der schlechten Tat“ schützte, von der „inneren Emigration“ ab, mit der „viele Nachkriegsdeutschen, insbesondere auch in Deutschland verbliebene Schriftsteller, ihre Haltung während der Nazizeit idealisierten“. Eugen Rapp fehle „jegliches Missionarische“. Er lebe „mit bewundernswürdiger Konsequenz seine Abseitigkeit. Unspektakulär, bescheiden, ehrbar.“ Diese „altmodisch anmutende Zurückhaltung“ sei „nicht populär – aber bis heute lesenswert!“